# Saturnia macrotaos
Saturnia macrotaos är en fjärilsart som beskrevs av Hans Rebel 1919. Saturnia macrotaos ingår i släktet Saturnia och familjen påfågelsspinnare. Inga underarter finns listade.